# Rhizosphere
Rhizosphere est une revue scientifique consacrée à l'étude de la rhizosphère.
La revue est publiée chez Elsevier. Sina M. Adl en est le rédacteur en chef.